# Fábrica da Ford Motor Company (Pittsburgh)
A fábrica de montagem da Ford Motor Company é uma antiga fábrica de montagem de automóveis histórica, localizada no bairro de Bloomfield, em Pittsburgh, Pensilvânia. Situada ao longo de um trecho da Baum Boulevard apelidado de "Automobile Row" devido a sua alta concentração de negócios relacionados ao setor automotivo, a fábrica foi construída em 1915 pela Ford Motor Company para montar carros Ford Model T usando os processos pioneiros de produção em massa da empresa. Foi projetada pelo arquiteto corporativo da Ford, John H. Graham, Sr. e construída em concreto armado. A fábrica consiste em um edifício principal de oito andares que continha as áreas de montagem e um showroom de veículos, e um galpaão de guindaste de seis andares que foi usado para içar peças descarregadas dos trilhos adjacentes da Pennsylvania Railroad até o nível apropriado para montagem. Devido ao local fortemente inclinado, o edifício tem apenas cinco andares acima do nível do solo ao longo das elevações da rua.
A fábrica parou de produzir carros em 1932, mas permaneceu em uso para vendas de veículos e peças até 1953. O prédio então passou por uma variedade de usos industriais leves antes de ser adquirido pelo University of Pittsburgh Medical Center (UPMC) em 2006. Foi posteriormente adquirido Universidade de Pittsburgh em 2018, no mesmo ano em que a propriedade foi adicionada ao Registro Nacional de Lugares Históricos. Atualmente está sendo reformado para abrigar o Centro de Transplante e Terapia Imunológica do UPMC, uma colaboração entre a universidade e o UPMC. O centro está programado para abrir em 2022.